# Peyerse plaat
Peyerse platen zijn secundaire lymfoïde organen die genoemd werden naar de Zwitserse anatoom Johann Conrad Peyer (17de eeuw). Ze bevinden zich in het laatste deel van de dunne darm (ileum).

## Histologie

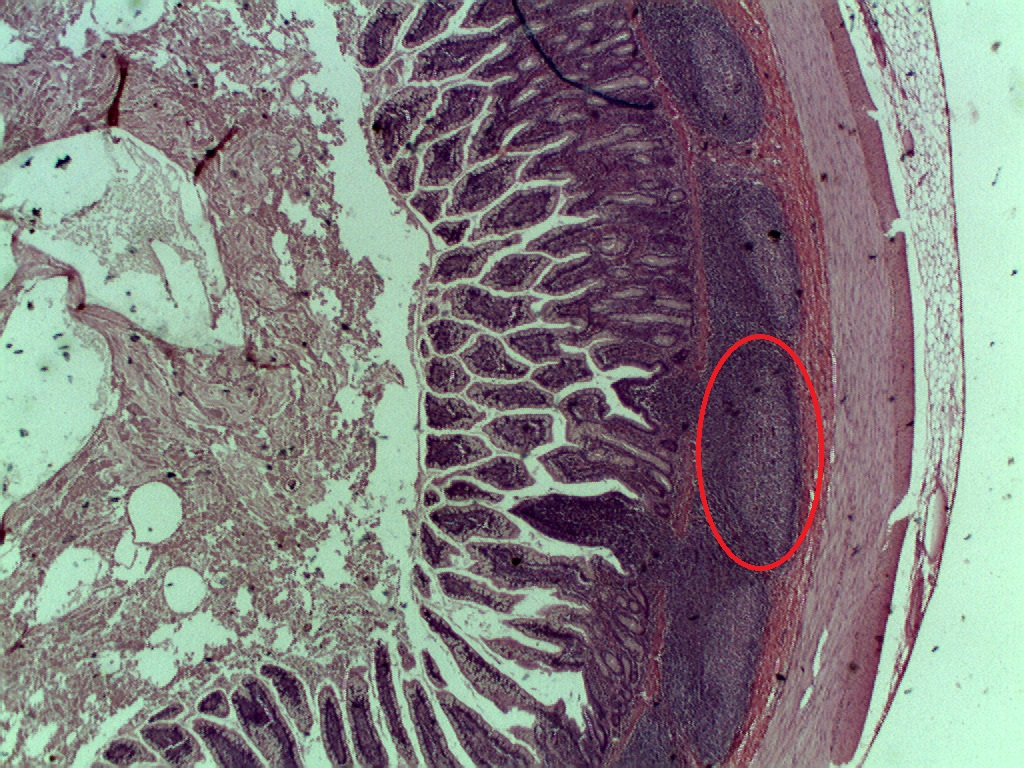
dwarsdoorsnede van de dunne darm met Peyerse plaat in rood omcirkeld

Macroscopisch bestaan ze uit langwerpige verdikkingen van het darmepitheel. Microscopisch bevatten ze ronde en ovale lymfefollikels (vergelijkbaar met lymfeknopen) in de tunica mucosa die zich uitstrekken tot in de tela submucosa. Ze bevatten bij volwassenen vooral B-cellen in de kiemcentra; T-cellen tussen de follikels.

## Betekenis
In de darm bevinden zich potentieel pathogene micro-organismen die gecontroleerd in contact komen met het lichaam via de Peyerse platen die een opeenstapeling vormen van immuuncellen (macrofagen, dendritische cellen, B-cellen en T-cellen).
Deze zorgen er dus voor dat de bacteriën in de dikke darm (colon) niet kunnen binnentreden in de dunne darm. Er heerst namelijk een commensale flora in de dikke darm, als een bacterie van hieruit naar de dunne darm beweegt dan bestaat er een kans op darmontsteking.